# スドゥパシュチム州
スドゥパシュチム州（スドゥパシュチムしゅう、ネパール語: सुदूरपश्चिम प्रदेश スドゥパシュチム・プラデーシュ、英語: Sudurpashchim Province）は、ネパール西端の州。意訳した極西部州（英語: Far-West Province）とも呼ばれる。州都はゴダワリ。
2015年9月20日に新憲法に基づき設置。2018年9月28日に第七州（英語: Province No. 7）より改名。また州都がダンガディ からゴダワリへ変更された。
2021年国勢調査の人口は271万1270人で、全国の9.2%を占め、7州中5位。
面積は1万9539km²で、全国の13.3%を占め、7州中6位。領有権を主張している地域を含めた場合は1万9874km2。
人口密度は140人/km²。2015年に廃止された極西部開発区域と範囲が重なる。

## 人口
- 1981年6月22日：132万89人
- 1991年6月22日：167万9301人
- 2001年5月28日：219万1330人
- 2011年6月22日：255万2517人
- 2021年11月11日：271万1270人

## 隣接州
- 北： チベット自治区
- 東： カルナリ州
- 南東： ルンビニ州
- 南： ウッタル・プラデーシュ州
- 西： ウッタラーカンド州

## 行政区画
以下の9郡から成る。
- アチャーム郡
- カイラリ郡（英語版）
- カンチャンプル郡（英語版）
- ダルチュラ郡（英語版）
- ダンデルドゥラ郡（英語版）
- ドーティ郡
- バイタディ郡（英語版）
- バジャーン郡
- バージュラ郡

ダルチュラ郡北部のカラパニ地域はインドとの領土問題になっている。1962年の中印国境紛争以降はインドが実効支配しているが、ネパールはスガウリ条約に基づいて領有権を主張している。2019年11月4日にインドはカラパニ地域を隣接するウッタラーカンド州へ含んだ地図を発表し、ネパールは対抗してカラパニ地域をスドゥパシュチム州へ含んだ地図を2020年5月20日に発表した。これによりスドゥパシュチム州の面積が335平方キロメートル増加した。

## 主要都市
人口は2011年6月22日の値。
- マヘンドラナガル：10万6666人
- ダンガディ（英語版）：10万4047人
- ティカプル（英語版）：5万6983人

## 交通
- ゴクレシュウォル空港（英語版）
- シルガディ空港（英語版）
- ダンガディ空港（英語版）
- ティカプル空港（英語版）
- バジャン空港（英語版）
- バジュラ空港（英語版）
- パタン空港（英語版）
- マヘンドラナガル空港（英語版）